# Gerhard Vogt
Gerhard Vogt (ur. 30 listopada 1934 w Lützschenie, zm. 9 sierpnia 2003 w Strasen) – niemiecki piłkarz występujący na pozycji napastnika, reprezentant NRD, trener piłkarski.

## Życiorys
Od 1946 roku był juniorem SG Lützschena (później funkcjonującym jako BSG Empor). Na początku 1953 roku został piłkarzem Vorwärtsu Berlin, gdzie rozpoczął również seniorską karierę. W 1954 roku uzyskał z klubem awans do DDR-Oberligi. W najwyższej wschodnioniemieckiej klasie rozgrywkowej zadebiutował 5 września 1954 roku w wygranym 1:0 spotkaniu z BSG Motor Zwickau. W styczniu na pół roku został graczem Vorwärtsu Lipsk, a po zakończeniu sezonu przeszedł do trzecioligowego Vorwärtsu Cottbus. W jego barwach w ciągu trzech lat zdobył 40 bramek i w styczniu 1958 roku powrócił do Vorwärtsu Berlin. Z klubem tym pięciokrotnie (1958, 1960, 1961/1962, 1964/1965, 1965/1966) zdobył mistrzostwo NRD. W 1959 roku rozegrał cztery mecze w reprezentacji, debiutując 11 lutego w zremisowanym 2:2 spotkaniu towarzyskim z Indonezją. W 1967 roku został grającym trenerem BSG Stahl Hennigsdorf. Karierę zawodniczą zakończył dwa lata później, a trenerem BSG Stahl był do 1973 roku. W latach 1974–1978 pracował jako trener w BSG Chemie Premnitz. Następnie, do 1982 roku, był trenerem FC 98 Hennigsdorf.

## Statystyki ligowe
| Sezon         | Klub                    | Liga         | Mecze | Gole |
| ------------- | ----------------------- | ------------ | ----- | ---- |
| 1953/1954     | ZSK Vorwärts KVP Berlin | DDR-Liga     | 5     | 0    |
| 1954/1955 (j) | ZSK Vorwärts KVP Berlin | DDR-Oberliga | 5     | 1    |
| 1954/1955 (w) | SK Vorwärts KVP Leipzig | DDR-Liga     | 10    | 2    |
| 1955          | SK Vorwärts KVP Cottbus | II. DDR-Liga | 13    | 7    |
| 1956          | ASK Vorwärts Cottbus    | II. DDR-Liga | 25    | 19   |
| 1957          | ASK Vorwärts Cottbus    | II. DDR-Liga | 24    | 9    |
| 1958          | ASK Vorwärts Berlin     | DDR-Oberliga | 16    | 8    |
| 1959          | ASK Vorwärts Berlin     | DDR-Oberliga | 22    | 8    |
| 1960          | ASK Vorwärts Berlin     | DDR-Oberliga | 15    | 10   |
| 1961/1962     | ASK Vorwärts Berlin     | DDR-Oberliga | 37    | 7    |
| 1962/1963     | ASK Vorwärts Berlin     | DDR-Oberliga | 18    | 7    |
| 1963/1964     | ASK Vorwärts Berlin     | DDR-Oberliga | 26    | 9    |
| 1964/1965     | ASK Vorwärts Berlin     | DDR-Oberliga | 24    | 10   |
| 1965/1966     | FC Vorwärts Berlin      | DDR-Oberliga | 19    | 3    |
| 1966/1967     | FC Vorwärts Berlin      | DDR-Oberliga | 0     | 0    |